# نل (کنتاکی)
نل (به انگلیسی: Nell) یک منطقهٔ مسکونی در ایالات متحده آمریکا است که در شهرستان ادیر، کنتاکی واقع شده‌است. نل ۲۲۷٫۰۸ متر بالاتر از سطح دریا واقع شده‌است.